# 二宮町 (栃木県)
二宮町（にのみやまち）は、栃木県南東部に位置し、芳賀郡に属していた町。町名は二宮尊徳にちなむ。2009年3月23日、真岡市に編入。

## 地理
鬼怒川左岸に位置し、茨城県と境を接する。町内には他に五行川・小貝川が流れている。

### 隣接していた自治体
- 栃木県
  - 真岡市
  - 小山市
  - 下野市
- 茨城県
  - 筑西市
  - 桜川市

## 歴史
二宮の地に人が住み始めたのは縄文時代、土器や石斧などが出土。古墳時代の豪族の墳墓が各地にみられ、当時大和朝廷の支配下におかれ、物部地区は物部氏の領地であったことがうかがえる。平安時代後期、平将門の乱で将門を討った藤原秀郷が下野守に任じられ、その一族が下野国において勢力拡大。秀郷の子孫の小山政光の次男宗政が1184年（寿永3年）長沼地区に長沼城を築き長沼姓を名乗る。戦国時代には下館城主水谷蟠竜斎が、久下田地区と隣接する筑西市樋口に久下田城を築城し、木綿織を奨励するなど、後の久下田町の基礎を築く。江戸時代、真岡藩、下館藩、土浦藩、笠間藩、小田原藩などの領地となる。江戸後期の1823年、二宮尊徳が小田原藩主大久保忠真より疲弊し荒れ果てた桜町（現在の二宮町物井、真岡市東郷の一部）の再興を命じられ、桜町に赴任する。以後26年間に渡り、桜町を拠点として周辺地域の復興に携わる。

### 年表
- 1889年（明治22年）4月1日 - 久下田町（くげたまち）、長沼村（ながぬまむら）、物部村（ものべむら）が誕生。
- 1912年（明治45年）4月1日 - 真岡軽便線（現在の真岡線）の下館駅 - 真岡駅間が開業。
- 1954年（昭和29年）5月3日 - 久下田町・長沼村・物部村が合併し、二宮町発足。
- 1970年（昭和45年）4月1日 - 国道294号の千葉県柏市 - 栃木県益子町間が制定。
- 1993年（平成5年）4月1日 - 国道408号の茨城県つくば市 - 栃木県高根沢町間が制定。
- 2009年（平成21年）3月23日 - 真岡市に編入合併。

町内には西から鬼怒川、五行川、小貝川と3本の一級河川が南流している。
二宮尊徳が26年間過ごした陣屋跡が「史跡・桜町陣屋跡」として国指定の史跡になっており、周辺は史跡公園として整備されている。尊徳資料館が隣接している。
また、浄土真宗の開祖としてしられる、親鸞が建立した専修寺があり、こちらも「史跡・高田山専修寺境内」として境内全体が国指定の史跡となっている。

### 行政区域変遷
- 変遷の年表

| 二宮町町域の変遷（年表） | 二宮町町域の変遷（年表） | 二宮町町域の変遷（年表） |
| 年                       | 月日                     | 旧二宮町町域に関連する行政区域変遷 |
| ------------------------ | ------------------------ | --- |
| 1889年（明治22年）       | 4月1日                   | 町村制施行により、以下の町村が発足。 - 久下田町 ← 谷田貝町・南長島村・程島村・境村・石島村・大根田村・阿部品村・下大曽 - 長沼村 ← 上大曽村・堀込村・太田村・大道泉村・西大島村・上江連村・鷲巣村・古山村・青田村・砂ケ原村・上谷貝村・谷貝新田 - 物部村 ← 物井村・横田村・高田村・反町村・根小屋村・三谷村・水戸部村・沖村・鹿村・大和田村・阿部岡村 |
| 1954年（昭和29年）       | 5月3日                   | 久下田町・長沼村・物部村とともに合併し二宮町が発足。久下田町は消滅。 |
| 2009年（平成21年）       | 3月23日                  | 二宮町が真岡市に編入され、消滅。 |

- 変遷表

| 二宮町町域の変遷表 | 二宮町町域の変遷表 | 二宮町町域の変遷表  | 二宮町町域の変遷表 | 二宮町町域の変遷表    | 二宮町町域の変遷表           | 二宮町町域の変遷表 | 二宮町町域の変遷表 |
| 1868年 以前        | 1868年 以前        | 明治元年 - 明治22年 | 明治22年 4月1日    | 明治22年 - 昭和64年   | 平成元年 - 現在              | 現在               |                    |
| ------------------ | ------------------ | ------------------- | ------------------ | --------------------- | ---------------------------- | ------------------ | ------------------ |
|                    | 谷田貝町           | 谷田貝町            | 久下田町           | 昭和29年5月3日 二宮町 | 平成21年3月23日 真岡市に編入 | 真岡市             |                    |
|                    | 長島村             | 明治12年 南長島村   | 久下田町           | 昭和29年5月3日 二宮町 | 平成21年3月23日 真岡市に編入 | 真岡市             |                    |
|                    | 程島村             |                     | 久下田町           | 昭和29年5月3日 二宮町 | 平成21年3月23日 真岡市に編入 | 真岡市             |                    |
|                    | 境村               |                     | 久下田町           | 昭和29年5月3日 二宮町 | 平成21年3月23日 真岡市に編入 | 真岡市             |                    |
|                    | 石島村             |                     | 久下田町           | 昭和29年5月3日 二宮町 | 平成21年3月23日 真岡市に編入 | 真岡市             |                    |
|                    | 大根田村           |                     | 久下田町           | 昭和29年5月3日 二宮町 | 平成21年3月23日 真岡市に編入 | 真岡市             |                    |
|                    | 阿部品村           |                     | 久下田町           | 昭和29年5月3日 二宮町 | 平成21年3月23日 真岡市に編入 | 真岡市             |                    |
|                    | 下大曽村           |                     | 久下田町           | 昭和29年5月3日 二宮町 | 平成21年3月23日 真岡市に編入 | 真岡市             |                    |
|                    | 上大曽村           | 上大曽村            | 長沼村             | 昭和29年5月3日 二宮町 | 平成21年3月23日 真岡市に編入 | 真岡市             |                    |
|                    | 堀込村             |                     | 長沼村             | 昭和29年5月3日 二宮町 | 平成21年3月23日 真岡市に編入 | 真岡市             |                    |
|                    | 太田村             |                     | 長沼村             | 昭和29年5月3日 二宮町 | 平成21年3月23日 真岡市に編入 | 真岡市             |                    |
|                    | 大道泉村           |                     | 長沼村             | 昭和29年5月3日 二宮町 | 平成21年3月23日 真岡市に編入 | 真岡市             |                    |
|                    | 大島村             | 明治12年 西大島村   | 長沼村             | 昭和29年5月3日 二宮町 | 平成21年3月23日 真岡市に編入 | 真岡市             |                    |
|                    | 上江連村           |                     | 長沼村             | 昭和29年5月3日 二宮町 | 平成21年3月23日 真岡市に編入 | 真岡市             |                    |
|                    | 鷲巣村             |                     | 長沼村             | 昭和29年5月3日 二宮町 | 平成21年3月23日 真岡市に編入 | 真岡市             |                    |
|                    | 古山村             |                     | 長沼村             | 昭和29年5月3日 二宮町 | 平成21年3月23日 真岡市に編入 | 真岡市             |                    |
|                    | 青田村             |                     | 長沼村             | 昭和29年5月3日 二宮町 | 平成21年3月23日 真岡市に編入 | 真岡市             |                    |
|                    | 砂ケ原村           |                     | 長沼村             | 昭和29年5月3日 二宮町 | 平成21年3月23日 真岡市に編入 | 真岡市             |                    |
|                    | 上谷貝村           |                     | 長沼村             | 昭和29年5月3日 二宮町 | 平成21年3月23日 真岡市に編入 | 真岡市             |                    |
|                    | 谷貝新田           |                     | 長沼村             | 昭和29年5月3日 二宮町 | 平成21年3月23日 真岡市に編入 | 真岡市             |                    |
|                    | 物井村             | 物井村              | 物部村             | 昭和29年5月3日 二宮町 | 平成21年3月23日 真岡市に編入 | 真岡市             |                    |
|                    | 横田村             |                     | 物部村             | 昭和29年5月3日 二宮町 | 平成21年3月23日 真岡市に編入 | 真岡市             |                    |
|                    | 高田村             | 明治元年 高田村     | 物部村             | 昭和29年5月3日 二宮町 | 平成21年3月23日 真岡市に編入 | 真岡市             |                    |
|                    | 高田反町村新田     | 明治元年 高田村     | 物部村             | 昭和29年5月3日 二宮町 | 平成21年3月23日 真岡市に編入 | 真岡市             |                    |
|                    | 反町村             |                     | 物部村             | 昭和29年5月3日 二宮町 | 平成21年3月23日 真岡市に編入 | 真岡市             |                    |
|                    | 根小屋村           |                     | 物部村             | 昭和29年5月3日 二宮町 | 平成21年3月23日 真岡市に編入 | 真岡市             |                    |
|                    | 三谷村             |                     | 物部村             | 昭和29年5月3日 二宮町 | 平成21年3月23日 真岡市に編入 | 真岡市             |                    |
|                    | 水戸部村           |                     | 物部村             | 昭和29年5月3日 二宮町 | 平成21年3月23日 真岡市に編入 | 真岡市             |                    |
|                    | 沖村               |                     | 物部村             | 昭和29年5月3日 二宮町 | 平成21年3月23日 真岡市に編入 | 真岡市             |                    |
|                    | 鹿村               | 明治7年 鹿村        | 物部村             | 昭和29年5月3日 二宮町 | 平成21年3月23日 真岡市に編入 | 真岡市             |                    |
|                    | 下村               | 明治7年 鹿村        | 物部村             | 昭和29年5月3日 二宮町 | 平成21年3月23日 真岡市に編入 | 真岡市             |                    |
|                    | 大和田村           |                     | 物部村             | 昭和29年5月3日 二宮町 | 平成21年3月23日 真岡市に編入 | 真岡市             |                    |
|                    | 阿部岡村           |                     | 物部村             | 昭和29年5月3日 二宮町 | 平成21年3月23日 真岡市に編入 | 真岡市             |                    |

## 行政

### 町長
- 藤田忠義（2002年から）

### Linux への移行
独立行政法人情報処理推進機構の「自治体におけるオープンソース・ソフトウエア活用に向けての導入実証」に参加。2006年2月から役場内の事務用パソコンのOSを、他の官公庁、自治体との間でのデータ交換用を除き、ほとんどすべてWindowsからLinuxに移行している。
またこれに伴い、オフィスソフトやメールソフトなども、オープンソース・ソフトウェアに移行している。

## 経済

### 産業
- イチゴ（生産量全国一）

いちごは平成元年から17年連続日本一を誇り、生産額は50億円を突破している。400世帯の農家により年間4800トンの収穫量。主力商品は甘みの豊かな「とちおとめ」である。

## 地域

### 教育
名称は廃止当時のもの。
学校
特記のない学校は、合併後すべて真岡市立となった。
- 二宮町立久下田中学校
- 二宮町立長沼中学校
- 二宮町立物部中学校
- 二宮町立久下田小学校
- 二宮町立長沼北小学校（2008年長沼南小と統合し二宮町立長沼小学校へ）
- 二宮町立長沼南小学校（2008年長沼北小と統合し二宮町立長沼小学校へ）
- 二宮町立物部小学校
- 二宮町立物部小学校高田分校（2008年3月閉校）

公民館
- 二宮町中央公民館
  - 図書室

## 交通

### 鉄道
- 真岡鐵道
  - ■真岡線
    - 久下田駅

### 道路
- 一般国道
  - 国道294号
  - 国道408号
- 主要地方道
  - 栃木県道44号栃木二宮線
  - 栃木県道45号つくば真岡線
- 一般県道
  - 栃木県道106号久下田停車場線
  - 栃木県道166号西田井二宮線
  - 栃木県道187号物井寺内線
  - 栃木県道204号結城二宮線
  - 栃木県道207号高田筑西線
  - 栃木県道216号岩瀬二宮線
  - 栃木県道310号笹原二宮線
  - 栃木県道316号真岡筑西線
  - 栃木県道320号二宮宇都宮線
- 道の駅
  - 道の駅にのみや
- 自転車道
  - 栃木県道289号二宮宇都宮自転車道線

## 名所・旧跡・観光スポット・祭事・催事
催事・祭事
- 高田山専修寺の針供養（高田の夜祭り）（8月1日）
- 久下田町のいたどまち（11月下旬）
- 二宮夏祭り・花火大会（尺玉連発）（8月下旬）
- にのみやいちごまつり（イチゴ狩り）（5月下旬）
- 泥んこバレーボール大会（7月下旬）